# (11495) Fukunaga
(11495) Fukunaga (1988 XR) – planetoida z pasa głównego asteroid okrążająca Słońce w ciągu 3,76 lat w średniej odległości 2,42 j.a. Odkryta 3 grudnia 1988 roku.